# 石狩渡舟

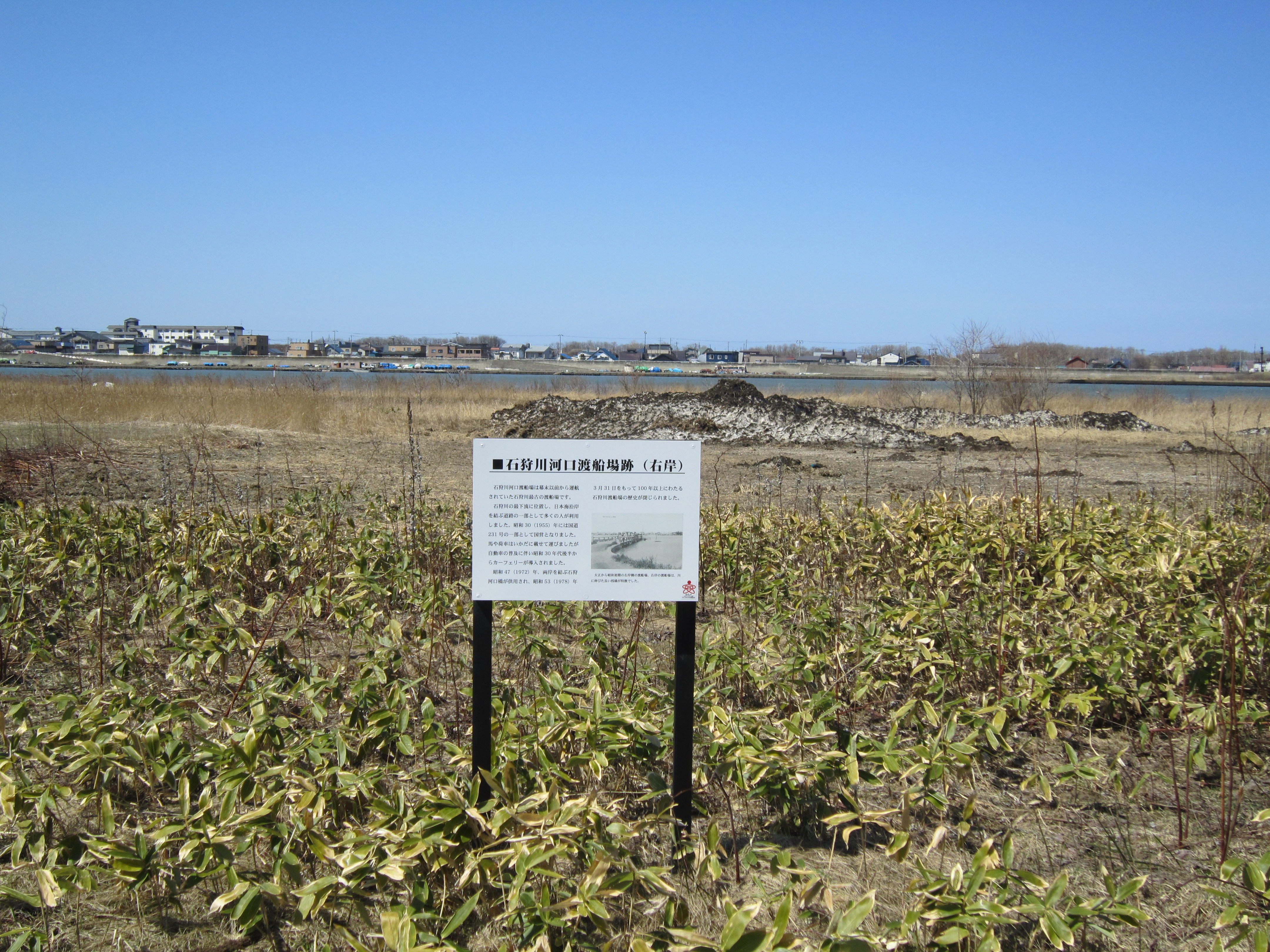
石狩川河口渡船場跡（右岸）

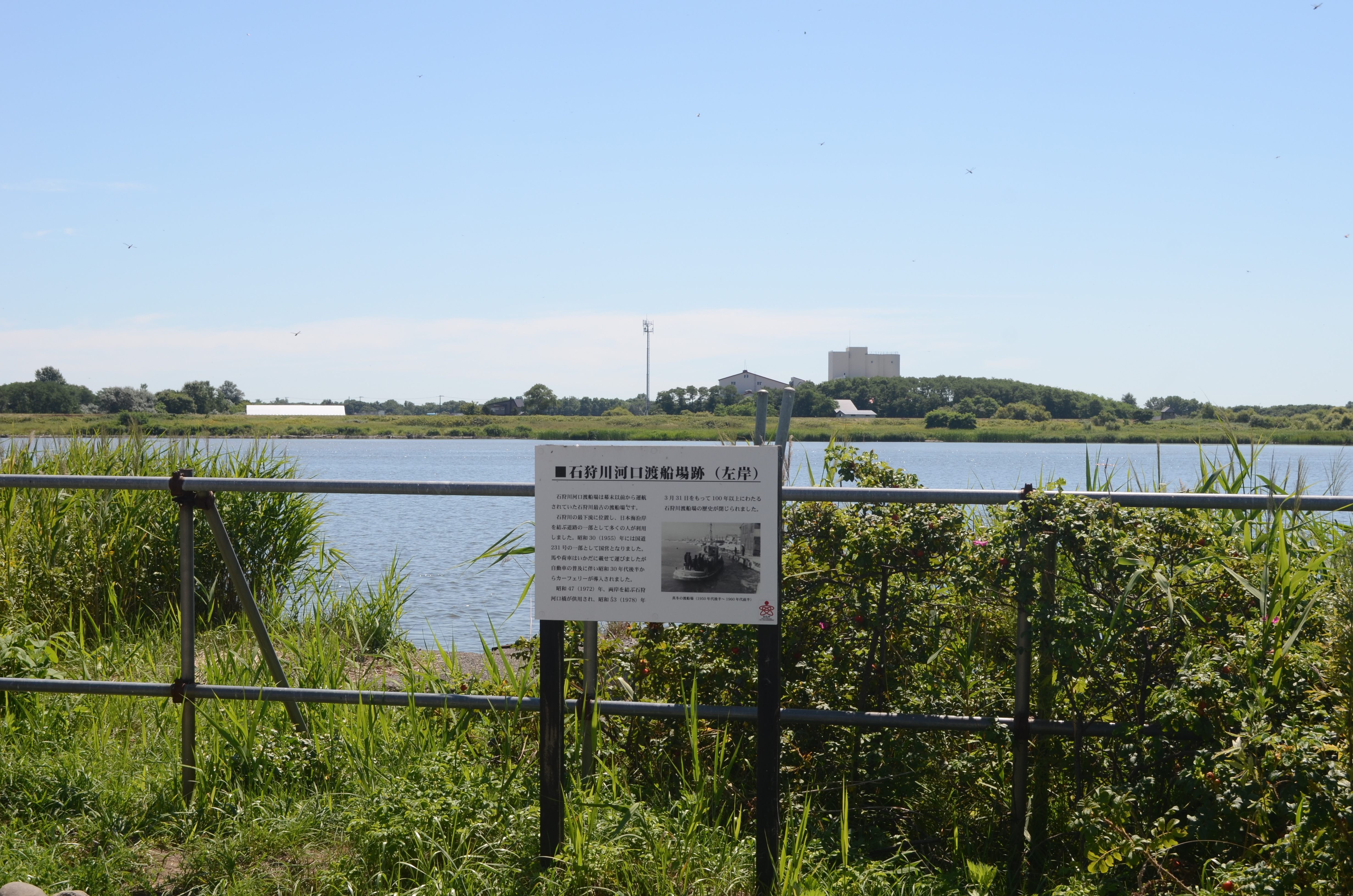
石狩川河口渡船場跡（左岸）

石狩渡舟（いしかりとしゅう）とは、石狩川によって隔てられた石狩市（当時石狩町）船場町と、同市八幡町をかつて結んでいた渡し舟である。

## 歴史
- 1857年:この時点で場所請負人が渡船場を運営していたという記録が残る。
- 1858年:石狩役の管轄下に入る。
- 1861年:渡船規則が定められる。
- 時期不詳 渡船場の運営が開拓使から石狩町（当時）に移管される。
- 1953年:渡船場が石狩町（当時）直営となる。それまでは個人や会社によって請負運航されていた。
- 1953年5月18日:二級国道231号札幌留萠線が指定され、石狩渡舟も路線に含まれる。
- 1955年:国営渡船場に指定され、北海道開発局運営となる。
- 1959年:鉄製船舶就航。通年運航が可能になる。
- 1965年4月1日:一般国道231号の一部となる。
- 1972年:石狩河口橋部分供用開始。
- 1973年:再び石狩町（当時）運営となる。
- 1976年:石狩河口橋全面供用開始。
- 1978年3月31日:廃止。

## 旧石狩町地域の石狩川において、かつて存在した他の渡船
- 生振八線 - 茨戸
- 花畔北三線 - 生振三線
- 花畔市街 - 生振零線
- 美登位 - 生振基線
- 生振三線南 - 茨戸